# Gonomyia (Leiponeura) acanthophallus
Gonomyia (Leiponeura) acanthophallus is een tweevleugelige uit de familie steltmuggen (Limoniidae). De soort komt voor in het Oriëntaals gebied.